# Herb Piastowa
Herb Piastowa – jeden z symboli miasta Piastów w postaci herbu.

## Wygląd i symbolika
Herb przedstawia w czerwonej tarczy cztery złote sześcioboki, ponad nimi fragment koła zębatego barwy czarnej, ułożony na kształt przypominający koronę.
Symbole heraldyczne nawiązują do miejscowego przemysłu gumowego.

## Historia
Herb zaprojektowany przez Urbańskiego przyjęty został uchwałą nr XXVII/81/68 w 1968 roku. Ponownie zatwierdzony w tym samym kształcie 23 października 2018.